# Adrian Knup
Adrian Knup (Liestal, 2 juli 1968) is een voormalig profvoetballer uit Zwitserland, die als centrale aanvaller speelde. Hij beëindigde zijn actieve loopbaan in 1998 bij FC Basel. Knup werd in 1991 uitgeroepen tot Zwitsers voetballer van het jaar.

## Clubcarrière
Knup speelde achtereenvolgens voor FC Basel, FC Aarau, FC Luzern, VfB Stuttgart, Karlsruher SC, Galatasaray en FC Basel. Met FC Luzern won hij in 1992 de Zwitserse beker.

## Interlandcarrière
Knup kwam in totaal 49 keer (26 doelpunten) uit voor de nationale ploeg van Zwitserland in de periode 1989–1996. Onder leiding van de Duitse bondscoach Uli Stielike maakte hij zijn debuut op 11 oktober 1989 in de WK-kwalificatiewedstrijd tegen België (2-2) in Basel, net als Philippe Douglas (Lausanne Sports) en Marc Hottiger (Lausanne Sports). Hij viel in dat duel na 45 minuten in voor Douglas. Knup nam met zijn vaderland deel aan het WK voetbal 1994 in de Verenigde Staten, waar hij tweemaal scoorde in het duel tegen Roemenië (1-4).

## Erelijst
FC Luzern
- Zwitserse beker

1992
- Zwitsers voetballer van het jaar

1991
 Galatasaray
- Turkse beker

1996